# Zawet (miasto)
Zawet (bułg. Завет) – miasto w Bułgarii, w obwodzie Razgrad, centrum administracyjne gminy Zawet. Według danych szacunkowych Ujednoliconego Systemu Ewidencji Ludności oraz Usług Administracyjnych dla Ludności, 15 czerwca 2020 roku miejscowość liczyła 3 039 mieszkańców.